# Milos
Milos (tiếng Hy Lạp: ?) là một khu tự quản ở vùng Nam Egeo, Hy Lạp. Khu tự quản Milos có diện tích 160 km², dân số theo điều tra ngày 18 tháng 3 năm 2001 là 4736 người.